# Seven Chambers
Seven Chambers is een studioalbum uit 2023 van de Australische muziekgroep Unitopia. De titel van dit dubbelalbum verwijst naar de kamers van het hart, en het aantal nummers op dit album. 
Het thema is gebaseerd op de persoonlijke ervaringen van de ondertussen ouder geworden bandleden, en de gebreken dat het ouder worden met zich mee kan brengen. De angsten, maar ook hoop, berusting en opluchting komen aan de de orde in de nummers.
De band speelde voor dit album in een nieuwe samenstelling: naast de oprichters Trueach en Timms zijn ook de nieuwe bandleden John Greenwood, Steve Unruh, Alphonso Johnson en Chester Thompson van de partij.

## Musici
- Mark Trueack – zang
- Sean Timms - toetsinstrumenten, zang
- John Greenwood - gitaar
- Alphonso Johnson - basgitaar
- Chester Thompson- slagwerk, percussie
- Steve Unruh - backing vocals, viool, fluit, gitaar

## Muziek
| Nr. | Titel                  | Duur  |
| --- | ---------------------- | ----- |
| 1.  | Broken Heart           | 8:30  |
| 2.  | Something Invisible    | 6:39  |
| 3.  | Bittersweet            | 7:20  |
| 4.  | Mania                  | 12:29 |
| 5.  | The Stroke of Midnight | 9:38  |

| Nr. | Titel         | Duur  |
| --- | ------------- | ----- |
| 6.  | Helen         | 19:14 |
| 7.  | The Uncertain | 18:33 |

Het album start met Broken Heart, volgens Mark Trueack geïnspireerd op de ervaring van de hartaanval die zowel Mark als Sean hadden sinds het opnemen van het vorige album. Het beschrijft het gevoel van onmacht, kwetsbaarheid en angst tijdens een hartstilstand. Maar ook de hoop en en opluchting als het uiteindelijk toch weer beter gaat.
In Something Invisible gaat het over het unheimische gevoel dat er iets in je lijf niet goed gaat, en het effect dat dat heeft op lichaam en geest. Trueack verwoordt hier zijn ervaringen tijdens een periode waar hij met een hersentumor, neuropathie, en beginnende diabetes te maken kreeg.
De diabetes wordt verder uitgewerkt in Bittersweet. Met de opsomming van 'foute' en 'goede' voeding deze song verwijst Truack volgens eigen zeggen naar de pop song Snack Attack (Godley & Creme, 1981).
Mania baseert zich op de bipolaire stoornis, met het gevoel de hele wereld aan te kunnen en euforie, maar ook minder concentratie, gevoelens van frustratie en prikkelbaarheid.
Het nummer The Stroke of Midnight is gebaseerd op een gebeurtenis die John Greenwood als arts eens meemaakte. Toen hij eens rond middernacht naar het ziekenhuis werd geroepen, trof hij daar een man aan met een herseninfarct: eenzijdig verlamd, alleen ja en nee kunnen knikken met het hoofd, maar verder alleen wartaal. De angst in de ogen van de man van wat hem de toekomst zou brengen, maakte diepe indruk op John en vormde de basis voor dit nummer.
De song Helen is vergelijkbaar met Tesla op het album Artificial, en gaat in dit geval over een pionier in de geneeskunde, de dove Helen B. Taussig die ondanks haar handicap pediatrisch cardioloog wist te worden.
Het slot The Uncertain is geïnspireerd door de kanker bij Steve Unruh, de behandeling en het gevecht tegen de ziekte en uiteindelijk dit alles overleefde.